# Німстів (Підкарпатське воєводство)
Німстів (пол. Niemstów)  — в Польщі, у гміні Чесанів Любачівського повіту Підкарпатського воєводства.
Населення — 641 особа (2011).

## Назва
У 1977-1981 рр. в ході кампанії ліквідації українських назв село називалося Хмєльовіце (пол. Chmielowice).

## Географія
Село розташоване на Терногородському плато.

## Історія
Село відоме з XVII ст., як власність послідовно Синявських, Чарторийських і Замойських, а в кінці XIX ст. — барона Л. Ватмана. В селі збереглися руїни палацу Ватмана.
В селі діяла читальня «Просвіти», приміщення якої згоріло 1911 року. Громада села придбала нову ділянку землі і збудовала новий будинок читальні «Просвіти». Була двомовна двокласна школа, у якій навчалося 90 дітей греко-католиків та 69 дітей римо-католиків. Протягом багато років вчителями в школі були польки Гелена Янушевська і Марія Еснер. 
На 1.01.1939 в селі проживало 1190 осіб, з них 540 українців-грекокатоликів, 540 українців-римокатоликів, 50 поляків, 60 євреїв. Село входило до ґміни Чесанів Любачівського повіту Львівського воєводства Польської республіки.
Корінне українське населення внаслідок виселення українців у 1945 році в СРСР, убивства та депортації (96 осіб) решти в 1947 році в рамках акції Вісла на понімецькі території Польщі вбите або вивезене зі своєї історичної батьківщини. 9 жителів села в рядах ОУН і УПА чинили опір етноциду.
У 1975—1998 роках село належало до Перемишльського воєводства.

## Культові споруди
У центрі села знаходиться парафіяльна церква Різдва Пречистої Богородиці (мурована, 1912 р.). Місцева греко-католицька церква належала до парафії Улазів Чесанівського деканату Перемишльської єпархії. Після 1947 р. церква стояла закритою, зараз у користуванні римо-католиків. В середині зберігся гарний іконостас із XVII ст., але в 1993 р. був перенесений до церкви в Ярославі, до часу завершення реставрації тамтешнього іконостасу. До війни парохом був о. Антін Савчин.
Неподалік від церкви, при дорозі до Чесанова, цвинтар з другої половини ХІХ ст., на якому збереглося близько 40 пам'ятників бруснянського типу.

## Населення
Демографічна структура станом на 31 березня 2011 року:
|          | Загалом | Допрацездатний вік | Працездатний вік | Постпрацездатний вік |
| -------- | ------- | ------------------ | ---------------- | -------------------- |
| Чоловіки | 324     | 66                 | 232              | 26                   |
| Жінки    | 317     | 70                 | 184              | 63                   |
| Разом    | 641     | 136                | 416              | 89                   |

Станом на 2006 рік у селі мешкає 530 осіб.

## Персоналії
- Кулик Микола — вояк УПА, відомий громадський діяч української діаспори в Канаді, член адміністрації видавничого комітету «Літопису УПА», активний член Об'єднання колишніх вояків УПА в США та Канаді.